# Viktor Andrjuszovics Anuskevicsusz
Viktor Andrjuszovics Anuskevicsusz (ukrán írással: Віктор Андрюсович Анушкевичус; litvánul: Viktoras Anuškevičius) (Vorkuta, 1962. november 15. –) ukrán mérnök, vállalkozó és politikus. 2006-tól 2015-ig Ivano-Frankivszk polgármestere volt.

## Élete
A Komi Köztársaságban fekvő Vorkutában született Kaunasból származó litván apától és a Hmelnickiji területről származó ukrán anyától.

### Szakmai karrierje
A Vinnicjai Műszaki Főiskolán 1986-ban szerzett gépészmérnöki végzettséget. A főiskola után a hadseregben teljesített szolgálatot, majd 1988-ban Ivano-Frankivszkba költözött, ahol mérnökként dolgozott. A Szovjetunió felbomlása után saját vállalkozást alapított Ritasz (litvánul: Rytas, magyarul: reggel) néven. A cég egyike volt Ivano-Frankivszk első magánvállalkozásainak.

### Politikai pályafutása
A 2000-es évek elejétől fejt ki közéleti tevékenységet. 2002-ben a Nasa Ukrajina párt színeiben az Ivano-frankivszki Városi Tanács képviselőjévé választották. A városi tanácsban a privatizációs és vagyonügyi bizottság elnöke volt. 2005-ben az Ukrán Néppárthoz csatlakozott, a párt területi szervezetének a vezetőjévé választották.
A 2006. márciusi helyhatósági választáson az első választási fordulóban Ivano-Frankivszk polgármesterévé választották, e tisztségben Zinovij Skutyakot váltotta. Négy évvel később, a 2010-es ukrajnai helyhatósági választáson újra a város polgármesterévé választották.
2006–2015 között az Ivano-frankivszki Területi Labdarúgó-szövetség elnöke volt.

## Magánélete
Nős, három fiúgyermeke van.